# Antipodeneilanden
De Antipodeneilanden zijn een groep van onherbergzame vulkanische eilanden ten zuiden van Nieuw-Zeeland, op 650 kilometer ten zuidoosten van Stewarteiland. Ze liggen binnen de gordel van de subantarctische eilanden tussen de 46° en 60° zuiderbreedte.

## Beschrijving
De groep bestaat uit het hoofdeiland Antipodes Island (60 km²), Bollons Island (2 km²) ten noorden van het hoofdeiland en verschillende kleine eilandjes. Het hoogste punt is Mount Galloway (402 m). De eilanden bestaan uit basalt dat minder dan een miljoen jaar geleden is gevormd. Tot 10.000 jaar geleden zijn er vulkaanuitbarstingen geweest. Er zijn aanwijzingen dat het gebied nog steeds vulkanisch actief is, maar hiervan ontbreekt goede documentatie.
De naam van de groep wordt verklaard doordat het de antipode van Groot-Brittannië zou zijn. De echte antipode van Groot-Brittannië ligt midden in de Grote Oceaan ten zuidoosten van Nieuw-Zeeland in de buurt van de Antipodeneilanden. Omgekeerd ligt de antipode van de Antipodeneilanden in zee op zo'n 3,5 km ten zuidoosten van de vuurtoren in het Normandische dorp Gatteville-le-Phare in de buurt van Cherbourg.

## Geschiedenis
Kapitein Henry Waterhouse van het Britse schip HMS Reliance was de eerste die de Antipodeneilanden in kaart bracht. De vondst van een vroege Polynesische aardewerkscherf op het hoofdeiland in 1896 duidt op eerdere bezoekers van het eiland. De scherf bevindt zich in het Te Papa Tongarewa-museum te Wellington.
Nadat een poging om vee op het eiland te laten grazen mislukte, werd er een depot met voorraden aangelegd voor schipbreukelingen. De elf overlevende bemanningsleden van het schip Spirit of Dawn, dat in 1893 op de rotsen van het hoofdeiland liep, hielden zich drie maanden in leven door het eten van rauwe zeevogels, onwetend van het bestaan van het depot aan de andere kant van het eiland. De bemanning van de President Felix Faure, ten onder gegaan in Anchorage Bay aan de noordkant van het eiland in 1908, maakte wel gebruik van het depot. Het jacht Totorore was in 1999 het voorlopig laatste schip dat verging bij de eilanden, waarbij twee mensen de dood vonden.
De eilanden maken als onderdeel van de Nieuw-Zeelandse sub-antarctische eilanden deel uit van het werelderfgoed en werden door de commissie voor het Werelderfgoed van UNESCO in 1998 toegevoegd aan de werelderfgoedlijst.

## Flora en fauna
Op de eilanden zijn verschillende vogelsoorten te vinden, waaronder enkele endemische, zoals een ondersoort van de aucklandsnip (Coenocorypha aucklandica meinertzhagenae), de groene karakiri (Cyanoramphus unicolor), een soort papegaai, en de antipodenalbatros (Diomedea antipodensis). Daarnaast bevindt de helft van de wereldpopulatie grote kuifpinguïns (Eudyptes sclateri) zich op de eilanden. De flora van de eilanden is gedetailleerd onderzocht en omvat enkele plantensoorten die kenmerkend zijn voor de Subantarctis: grote kruidachtige, overblijvende planten met vaak kleurrijke bloemen (megaherbs).

### Ecologisch herstelplan
In juni 2016 startte het Million Dollar Mouse project van het Nieuw-Zeelandse Department of Conservation. De bedoeling is om de populatie huismuizen (Mus musculus) uit te roeien. Deze uitheemse muizen kwamen daar rond 1900 via scheepswrakken. De muizen brengen schade toe aan de inheemse flora en fauna. Ten minste twee soorten insecten zijn daardoor uitgestorven en zeevogels broeden nu alleen nog op piepkleine rotseilandjes die nog muisvrij zijn. Door de afgelegen ligging vergt dit project een enorme inspanning aan mensen en materieel. Er zijn minstens 11 mensen die dag en nacht op de eilanden zullen verblijven. Voor het project is 2,6 miljoen US dollar beschikbaar, betaald door de Nieuw-Zeelandse overheid, particulieren en het WWF. Vanuit helikopters zal een speciaal knaagdierdodend gif zodanig over het eiland worden uitgestrooid dat alle plekken waar muizen verblijven van dit gif worden voorzien. In maart 2018 bleek dat het project succesvol was en dat muizen van de Antipodeneilanden uitgeroeid zijn.

## Afbeeldingen

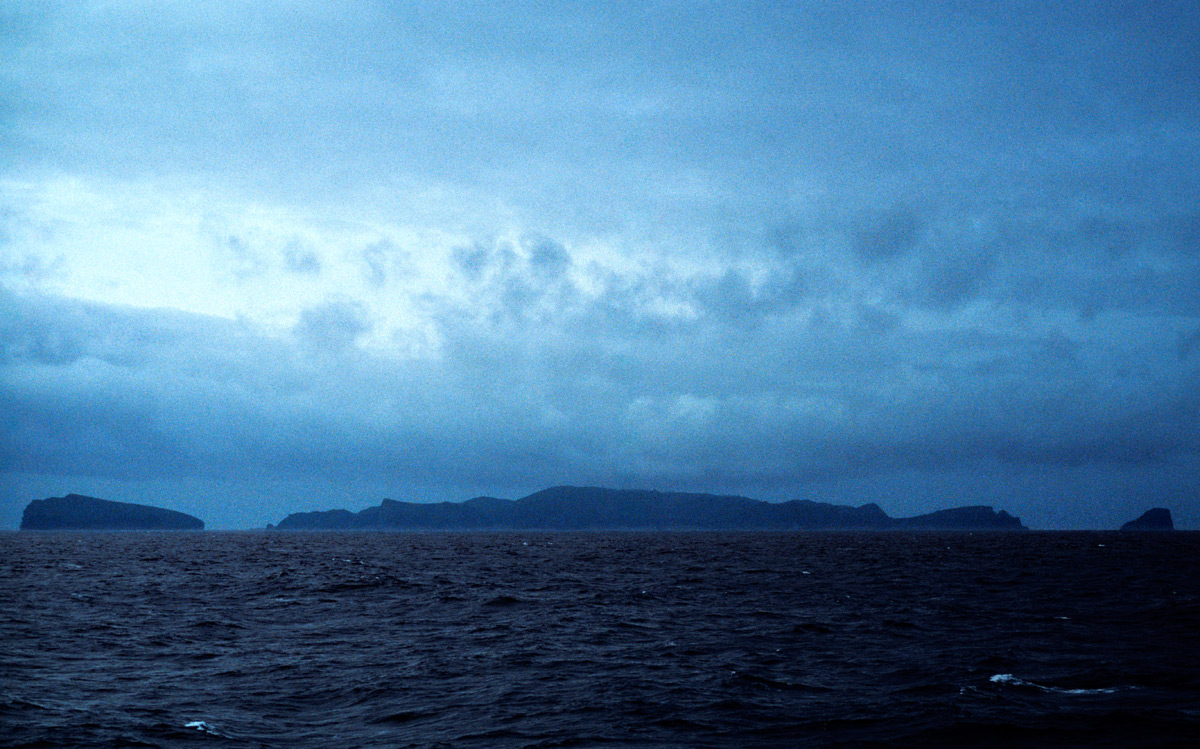
De Antipodeneilanden vanuit het noorden (2003)
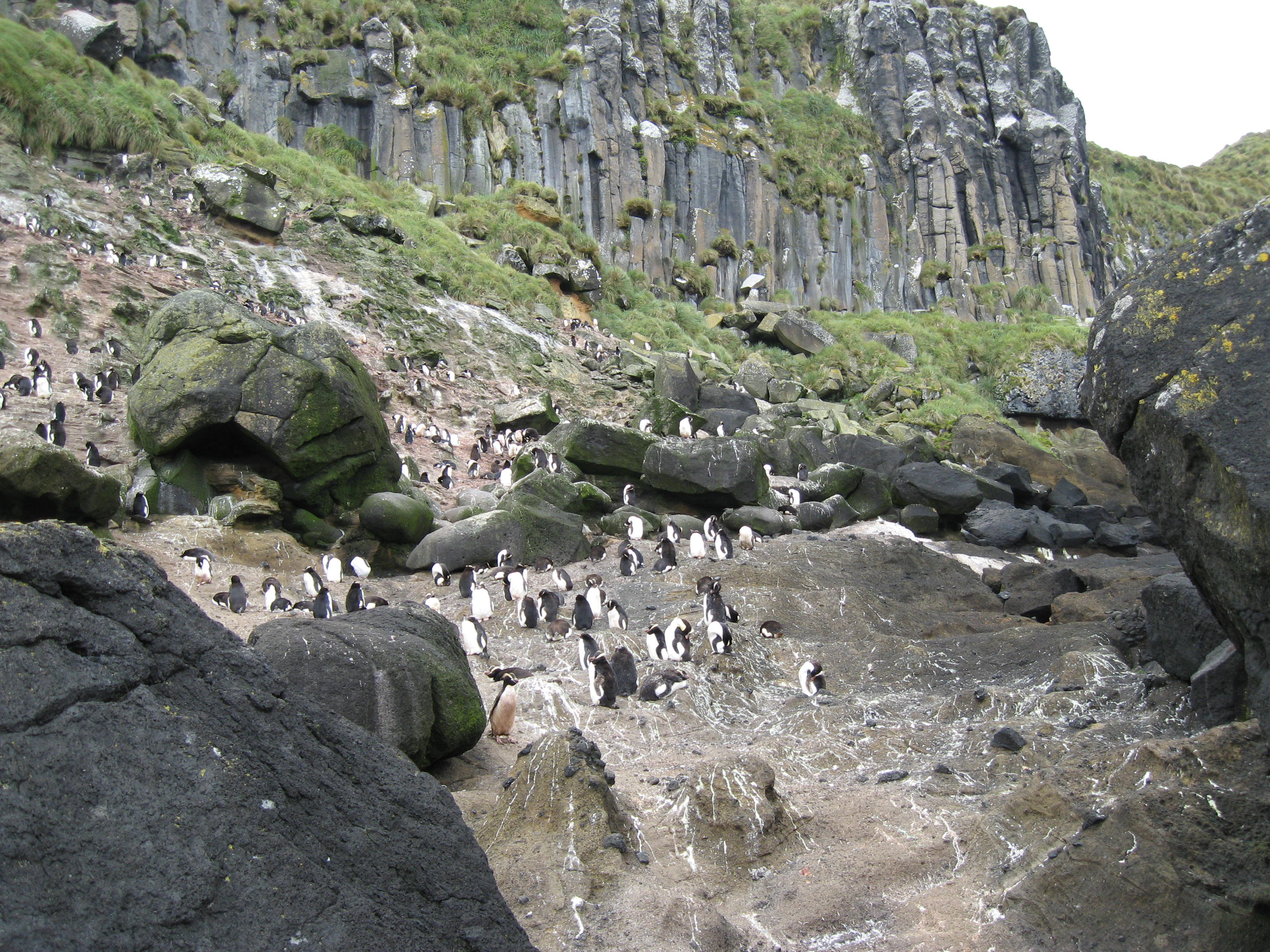
Pinguïnkolonie bij Anchorage Bay (2009)
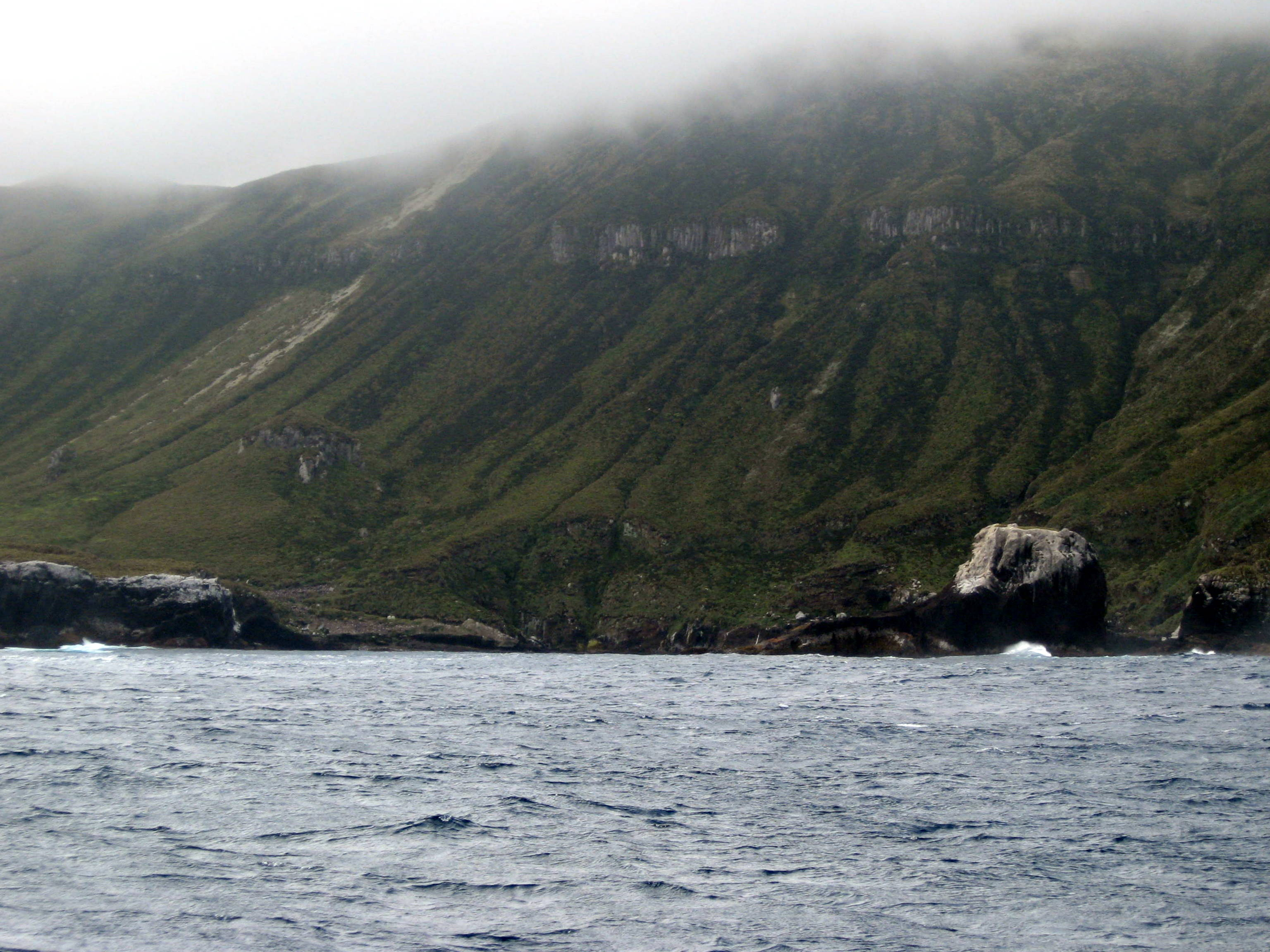
South Bay (2009)
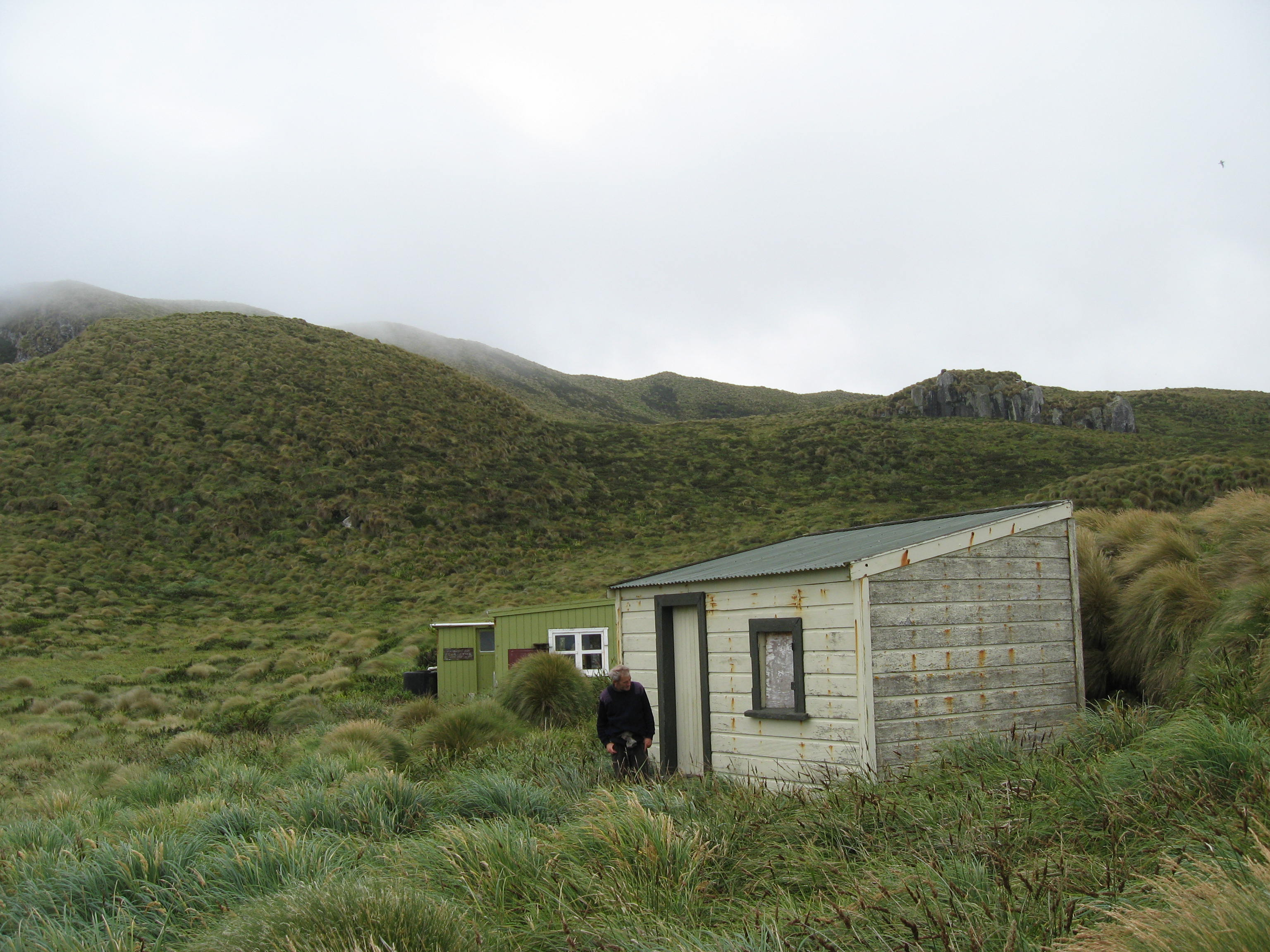
Schuilhut (2009)

- Bibliothèque nationale de France: cb15168034h (data)
- Nationale Bibliotheek van Tsjechië: ge445887
- Système universitaire de documentation: 172396328
- Virtual International Authority File: 315527268